# Национальное ополчение Северной области
Национальное ополчение Северной области — милиционное формирование, действовавшее в Северной области во время русской гражданской войны.

## Формирование
Ополчение в Архангельске было создано на основе квартальных комитетов — отрядов самообороны, организованных домовладельцами для ночного патрулирования и борьбы с грабежами. Правительство Северной области, видя успех их деятельности и вдохновляясь книжными преданиями о Минине и Пожарском, в марте 1919 объявило о создании в городе Национального ополчения «для содействия властям в поддержании общественного порядка, для борьбы с открытыми выступлениями большевистских и других антигосударственных элементов и для несения караульной и патрульной службы с целью освобождения от таковых регулярных войск».
В ополчение, организованное по образцу финских шюцкоров, записывались добровольцы, имевшие отсрочку от мобилизации или признанные негодными к строевой службе. Офицерский состав формировался из отставников и офицеров действующей армии, назначенных генерал-губернатором Е. К. Миллером. Жалования не полагалось.
По призыву командующего ополчением полковника К. Я. Витукевича, безногого ветерана мировой войны, к концу марта добровольцами записалось около тысячи человек. Поскольку принимали с 17-ти лет, в состав ополчения вошло много гимназистов, учеников мореходного училища, политехникума и учительской семинарии. Также записывались чиновники, интеллигенция и коммерсанты. Несколько раз в неделю ополченцы собирались для обучения, патрулирования, охраны казенных учреждений и тюрьмы.

## Организация
Положение об организации было издано 24 марта, окончательный вариант утвержден Временным правительством Северной области 25 июня. Ополчение состояло из рот по 100—200 человек, 4—6 рот составляли дружину. Дружины должны были объединяться в одну или несколько ополченских бригад. Начальником ополчения становился генерал-губернатор, при котором состоял штаб во главе с полковником генштаба Б. А. Таубе (с 1 июля).
Поначалу в ополчение принимали по поручительству квартальных комитетов, и личный состав был полностью лоялен правительству; командующий Северной армией генерал В. В. Марушевский даже назвал его «белой гвардией».
К концу июня была сформирована Архангельская дружина из 8 рот, имевшая своё знамя. Отличительными знаками была нарукавная повязка национальных цветов и традиционный со времени Великой войны жестяной ополченский крест на фуражке. 1 июля её начальником дружины был назначен полковник Витукевич.
В уездных городах также были предприняты попытки формирования ополчений, но они, за исключением Мурмана, не имели большого успеха по причине отсутствия патриотически настроенного студенчества и достаточного количества образованных коммерсантов и интеллигенции.
Летом правительство объявило принудительную мобилизацию в ополчение, что вызвало недовольство населения пролетарских окраин, не желавших помогать «буржуям» охранять город, и сделало саму организацию политически ненадежной. К концу осени 1919 в ополчении состояло уже более 9 тыс. человек, из которых только 1159 были добровольцами (большинство — члены архангельской дружины).
Летом — осенью 1919 ополчение возглавлял генерал-лейтенант Т. К. Ваденшерна, затем — генерал от инфантерии С. С. Саввич. К 1 февраля 1920 в Национальном ополчении числилось до 10 тыс. человек.

## Значение
По свидетельству полевого военного прокурора Северной области генерал-майора С. Ц. Добровольского, национальное ополчение сыграло большую роль в поддержании порядка:

Состоявшее из лояльных элементов всех слоев населения при гарантии личной благонадежности каждого ополченца квартальным комитетом, Национальное ополчение сыграло выдающуюся роль в охранении порядка в Архангельске и его окрестностях. При отсутствии у нас надежной милиции, полицейско-караульная служба всей своей тяжестью ложилась на Национальное ополчение, несшее её в чрезвычайно тяжелых условиях, так как зимой морозы в Архангельске часто достигали 40°. Патрулирование улиц, обучение строю и стрельбе отнимало массу времени от весьма небольшого досуга, которым располагало большинство ополченцев, занятых службой по разным частным и общественным учреждениям. Наличие этого ополчения сыграло выдающуюся роль в момент ухода союзников и эвакуации нами области и предохранило нас от массовых эксцессов, которые могли иметь катастрофические последствия.— Добровольский С. Ц. Борьба за возрождение России в Северной области.
Боевая ценность этой организации, состоявшей, в основном, из гимназистов и инвалидов, была невелика, и когда осенью 1919 ополченские дружины стали отправлять на фронт, они, по мнению современного историка, «едва ли могли сделать больше, чем охранять дороги и склады, поить мобилизованных солдат на отдыхе чаем и уговаривать их воевать».
Высокая оценка, даваемая ополчению командованием, связана с тем, что оно являлось пропагандистским символом желаемой общенародной борьбы с большевизмом, которую ни одному из белых режимов так и не удалось организовать.

## Мурманское ополчение
На Мурмане формирование ополченских частей началось 26 июля 1919, были сформированы роты в Мурманске, Кандалакше, Кеми, Сороках, Ковде и Повенце, сведенные в ноябре в Мурманскую дружину. В первый наряд ополченцы заступили 28 октября. 6 января 1920 был объявлен призыв в ополчение всех граждан Мурманска в возрасте 17—60 лет, что резко понизило её боевой уровень.
Отдельные ополченские части местами оказывали ожесточенное сопротивление красным войскам, перешедшим в январе 1920 в наступление. Национальное ополчение было формально упразднено 21 февраля 1920, после падения Северного фронта. Многие ополченцы были репрессированы советской властью, оставшиеся в живых состояли под надзором карательных служб до 1960.